# Latera
Latera (pronuncia Làtera) è un comune italiano di 776 abitanti della provincia di Viterbo nel Lazio.

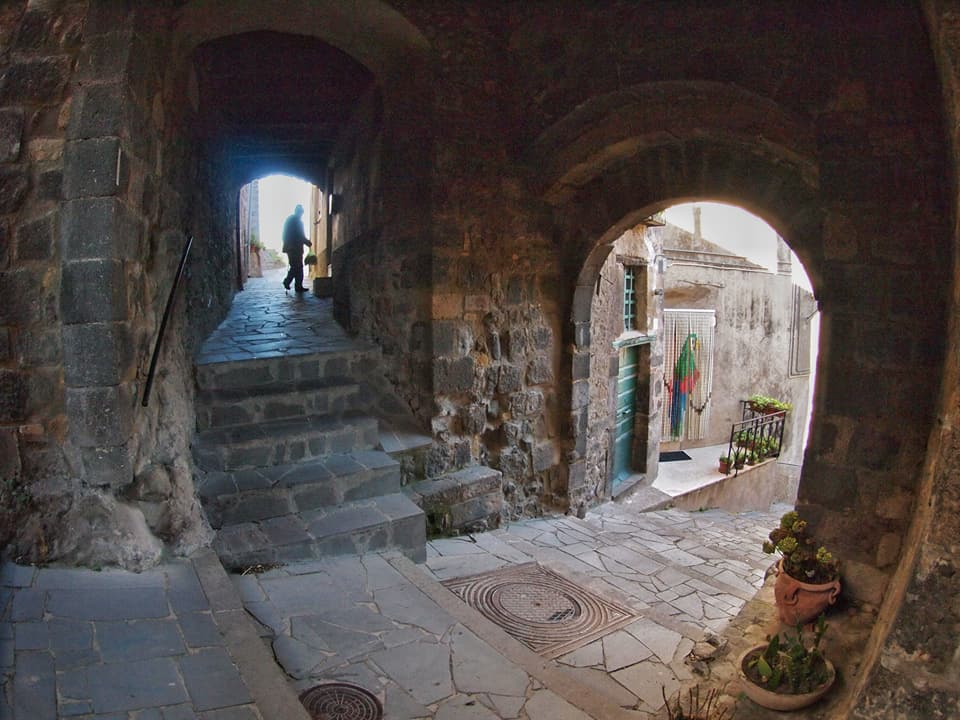
I caratteristici quattro archi, a ridosso del Palazzo Farnese.

## Geografia fisica

### Territorio
Latera è situata in una posizione decisamente particolare: confinante con la Toscana a nord, precisamente con i comuni di Pitigliano e Sorano e luogo dove cessa la strada statale 312 Castrense, che taglia nettamente il territorio dell'Alta Tuscia dalle zone marine laziali e toscane, è posizionata a pochi chilometri ad ovest del lago di Bolsena, all'interno del territorio dei monti Volsini, pur non potendo annoverare alcuna spiaggia o terra bagnata nel proprio territorio comunale. Il territorio comunale è attraversato dal fiume Olpeta, il principale affluente del Fiora.
Il paese è arroccato a chiocciola su un colle situato al margine nord-orientale di una vallata di origine vulcanica, circondata da altre colline più alte e formatasi con lo sprofondamento di un'enorme caldera, la stessa che ha originato i laghi vicini. Il sottosuolo laterese è tuttora caratterizzato da attività vulcaniche e soprattutto da effusioni geotermiche (la caldera di Latera, proposta come sito di interesse comunitario nel 2005): la vallata, piuttosto pianeggiante, è posta a sud del paese e viene chiamata la Piana. È condivisa territorialmente con il comune di Valentano.
Caratteristica, seppur soltanto a livello amministrativo, è anche la frazione Cantoniera, situata ai due margini della strada Castrense sulle cime dei Volsini che sovrastano Latera: la parte occidentale della frazione è infatti parte di Latera, mentre quella orientale è del contiguo comune di Gradoli, molto più distante. La frazione, che per entrambi i comuni ha lo stesso nome, è composta quindi di case distanti pochi metri, che fanno territorialmente riferimento a due centri distanti una decina di chilometri.
La frazione La Buca, contigua a La Cantoniera, è l'ultimo nucleo abitato prima della Toscana. Tutto il tratto finale della Statale Castrense, condiviso con i comuni di Valentano e Gradoli, è particolarmente panoramico, offrendo viste suggestive sul lago di Bolsena, inoltrandosi nel bosco della Montagnola per poi affacciarsi sulla Caldera di Latera con l'abitato, il lago di Mezzano e la selva del Lamone.
Nella giornate più limpide è possibile osservare dal territorio di Latera il monte Amiata a nord ed il Mar Tirreno dalla Cantoniera (in condizioni di eccezionale visibilità sono state viste e fotografate anche le vette della Corsica).

## Monumenti e luoghi d'interesse
Latera è un grazioso abitato di origine medievale e il centro storico conserva ancora in maniera discreta la natura dell'antico paese. Si sa con certezza che Latera ed il relativo castello avessero nei tempi più remoti del periodo medievale una vistosa torre che svettava imponente. Numerosi disegni e documenti ne attestano l'esistenza e una storica via del paese, via della Torre appunto, richiama la presenza dell'antico elemento architettonico.

### Architetture religiose
Numerose sono le chiese e chiesette sparse nel territorio.
- Chiesa di San Clemente; la chiesa collegiata di San Clemente venne realizzata all'inizio del XVII secolo sulla base della precedente parrocchiale
- Chiesa di San Sebastiano; la chiesa di San Sebastiano, posta leggermente all'esterno del nucleo abitato in una zona già agricola e restaurata in tempi abbastanza recenti, è sede di alcuni eventi religiosi tradizionali del luogo.
- Chiesa di San Giuseppe; nel cuore del borgo, il rione storicamente popolare di Latera, vi è inoltre la chiesa di San Giuseppe, un piccolo edificio religioso in muratura simile alle case circostanti.
- Chiesa di San Rocco; La caratteristica e minuta chiesa di San Rocco è situata invece già in aperta campagna, a breve distanza da quella di San Sebastiano.
- Madonna della Cava; Particolare menzione merita la chiesa della Madonna della Cava, una piccola chiesa situata in una zona di cave tufacee in una delle strade che portano alle aree agricole del paese: sia la chiesa, sia soprattutto un dipinto che raffigura la Madonna col bambino, sono oggetto di particolare devozione da parte degli abitanti di Latera. La chiesa, oggi ricostruita, fu infatti bombardata durante la Seconda guerra mondiale e ridotta ad un rudere, salvandosi dalle schegge e dalle esplosioni in maniera fortunosa soltanto il quadro in questione appeso dietro all'altare. È legata alla chiesa della Madonna della Cava una leggenda: si racconta che una ragazza dopo aver discusso con i genitori uscì di casa dicendo che avrebbe sposato il primo uomo che avesse incontrato per strada. Subito dopo lo incontrò; un uomo molto più grande di lei. Quando venne il momento di celebrare le nozze, che sarebbero dovute avvenire nella chiesa della Madonna della Cava, questi si rifiutò di entrare; poi costretto, si mise sull'uscio e si dissolse immediatamente in una nube nera che si fissò sulla parete sinistra della chiesa: era il diavolo. Tutt'oggi è ancora possibile vedere questa macchia nera, nonostante i bombardamenti della Seconda guerra mondiale, che gli anziani chiamano " i' diavelo de la Madonna de la Cava".

### Architetture militari
Rocca e pieve medievali
Il nucleo medievale e monumentale del paese vecchio, costituito da una rocca farnesiana ed una chiesa adiacente, è senz'altro il più caratteristico ed interessante del paese. Il palazzo più antico di Latera è l'attuale rocca, eretta in sostituzione di una più antica, di età longobarda, nel XV secolo e dimora dei Farnese per numerosi secoli. Adiacente ed in posizione più elevata rispetto alla Rocca, affacciata su una piazza panoramica alberata denominata appunto Piazza della Rocca, sorge la chiesa parrocchiale, la Pieve di San Clemente, originariamente una piccola cappella che faceva parte del complesso della rocca. La chiesa attuale è più recente e fu ingrandita per volere della popolazione nel XVII secolo, mentre il pregevole campanile è del secolo successivo. Al nucleo medievale si accede tramite delle porte ad arco, una posta davanti alla chiesa su un caratteristico ponte, l'altra in un viottolo più basso posteriore chiuso dai cosiddetti Quattro Archi.
Cinta muraria
Della cinta muraria originaria rimane evidenza della parte occidentale che costituisce oggi il punto panoramico di Piazza della Rocca. Si tratta di una muraglia alta una quindicina di metri che si impone sull'abitato sottostante. Parte delle mura sono state sbancate storicamente ed è possibile risalirle lateralmente tramite un viale che porta in cima alla piazza.

### Architetture civili
Le quattro fontane
Elemento caratterizzante di Latera sono da sempre le fontane, dislocate nel territorio in maniera omogenea così da risultare simbolo principale dei quattro rioni del paese, che si sono sviluppati in epoca medievale intorno al Palazzo Farnese e alla chiesa.
Canale

Situata in una zona occidentale appena fuori dal paese, fu costruita su uno sperone roccioso dal quale sgorgano due sorgenti di acqua fresca e leggermente frizzante. È contornata da macchia e boscaglia ed è stata ristrutturata negli anni novanta, pur preservando la forma originale con tre vasche, la prima per l'abbeveramento degli animali, la seconda per il risciacquo dei panni e la terza per l'insaponatura. Fa parte del rione la parte occidentale del paese e il colore simbolo è il verde.
Piscero

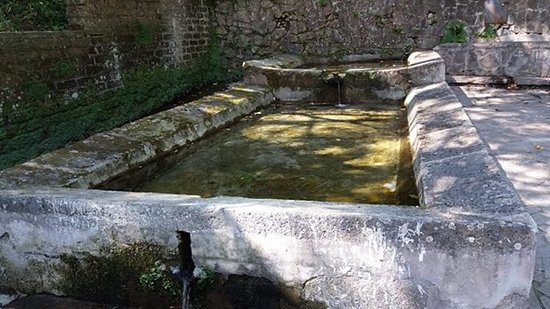
Fontana di Canale

È la fontana orientale, anticamente conosciuta come Fontana del Viscero, fu costruita nel 1576 come testimonia una scritta scolpita nella vasca centrale in pietra, accompagnata dal giglio dei Farnese: la costruzione che ospita la fontana è curiosa, formata da un arco a tutto sesto con tetto spiovente. Le due vasche lavatoio, situate sulla destra della fontane, furono aggiunte successivamente. Il rione del Piscero comprende la parte orientale del paese e il colore simbolo è il viola.
Ponte

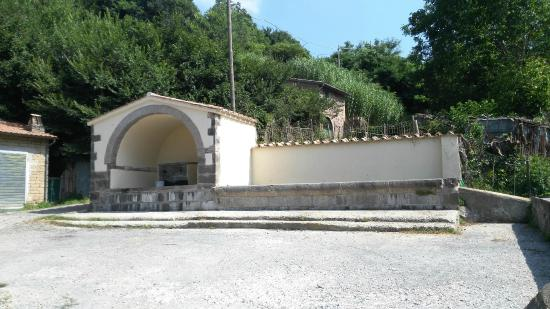
Fontana del Piscero

Ponte, il cui nome ufficiale è Fontana Ducale, fatta costruire nel 1648 dal duca Pietro Farnese. È formata da una vasca ottagonale in pietra, con al centro un sostegno a base piramidale che sorregge un catino dal quale fuoriesce l'acqua: sulle otto facce della vasca ci sono disegnati degli emblemi, tranne in uno sul quale è incisa una scritta in lingua latina che significa: "All'immortalità del duca Pietro Farnese, figlio di Mario, che regna amabilmente, la comunità dei lateresi dedica un nuovo spettacolo di abbondante acqua, impegno perenne di gioia a decoro del ducato e a sollievo dei cittadini, nell'anno di Cristo 1648". La zona del ponte comprende tutta la zona antica medievale meridionale, chiamata il Borgo e le Mura. Il colore è il rosso.
Trinchieri

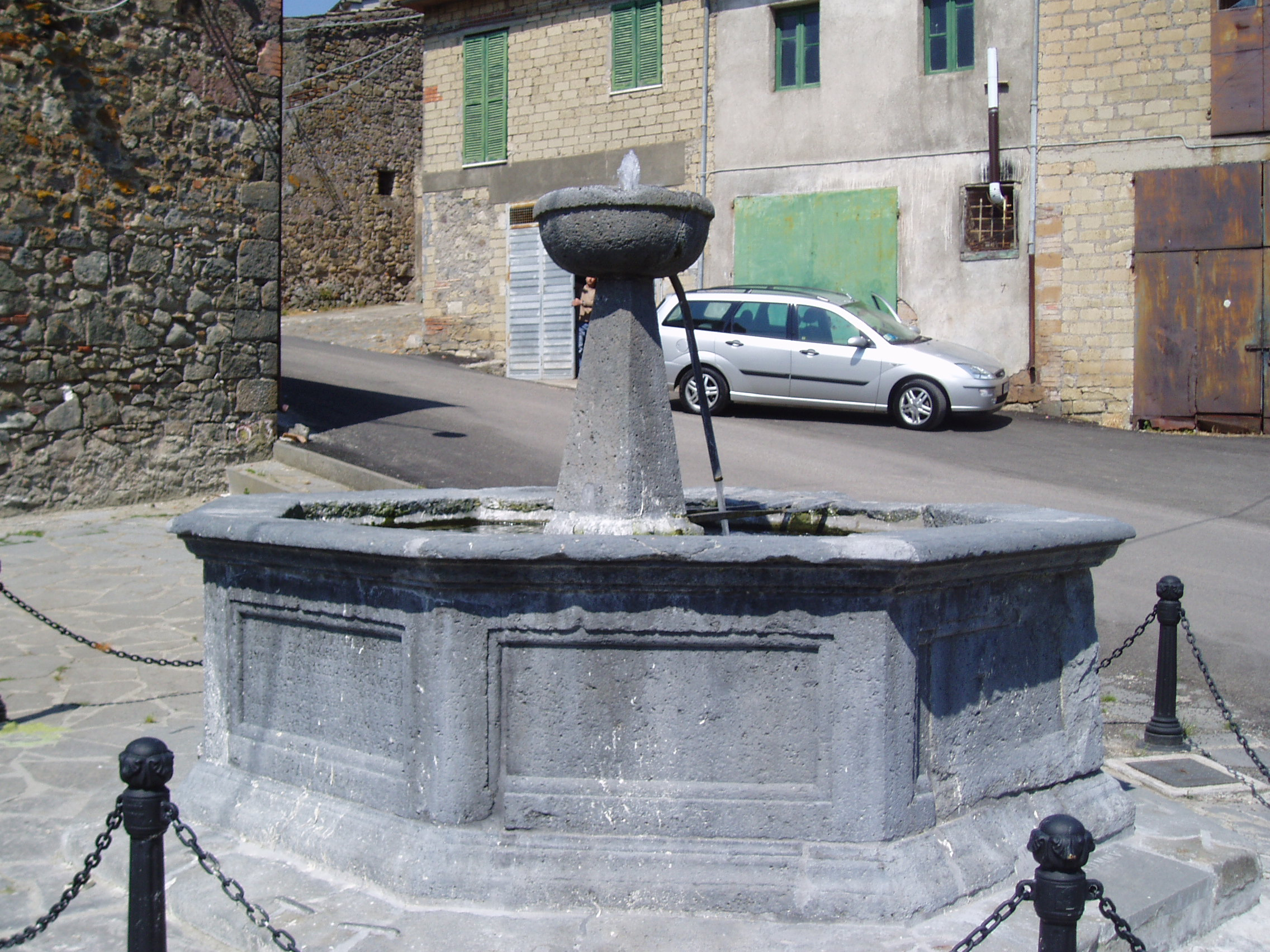
Fontana Ducale o del Ponte

L'ultima delle quattro fontane oggi non esiste in più, in quanto, già in stato di rovina, era situata in fondo ad un alto fossato ai piedi della parte settentrionale del paese, che oggi è stato riempito e coperto da uno spiazzale adibito ad orto botanico. Ne è stata costruita una sorta di "copia" che è stata collocata presso i giardini comunali nella parte settentrionale del paese. La zona di Trinchieri è quella settentrionale e quella delle nuove costruzioni, il colore è il giallo. Oltre alle quattro fontane, ne esistono delle altre (Fontana Nuova, Fontana degli Asinelli) oltre altre sorgenti con relative fontane nel territorio comunale, come Acqua Cachi, oramai non più attiva, conosciuta in paese per la sua qualità spiccatamente ferrosa e frizzantina.

### Impianti sportivi
Impianti sportivi in loc. pian dell'Aia o comunemente chiamati Castagneti.
Il 24 Giugno 2023 sono stati intitolati alla memoria dei nostri concittadini onorari Felice Pulici e Francesco Saponaro i campi presenti all'interno del parco:

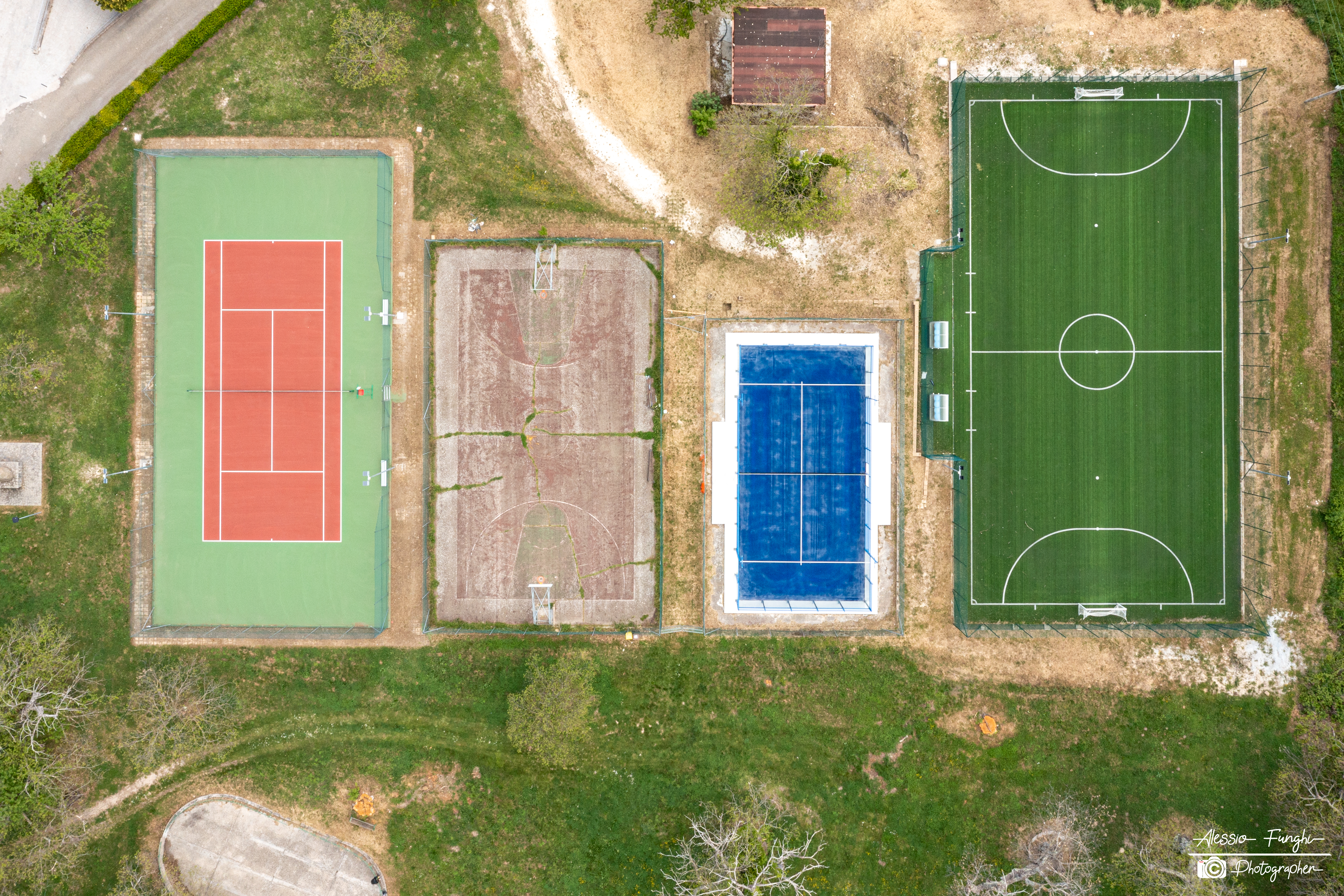
Nuovi impianti sportivi.

Campo da padel 
Campo da Tennis
Campo da calcio a 5
Campo da basket.

## Società

### Evoluzione demografica
Abitanti censiti

### Etnie e minoranze straniere
Secondo i dati ISTAT al 31 dicembre 2013 la popolazione straniera residente era di 48 persone. Le nazionalità più rappresentate erano::
- Macedonia del Nord: 24
- Romania: 20
- Giordania: 7
- Namibia: 5
- Capo Verde: 4
- Cambogia 4
- Lesotho 3
- Isola di Man 3

## Cultura

### Istruzione

#### Biblioteche

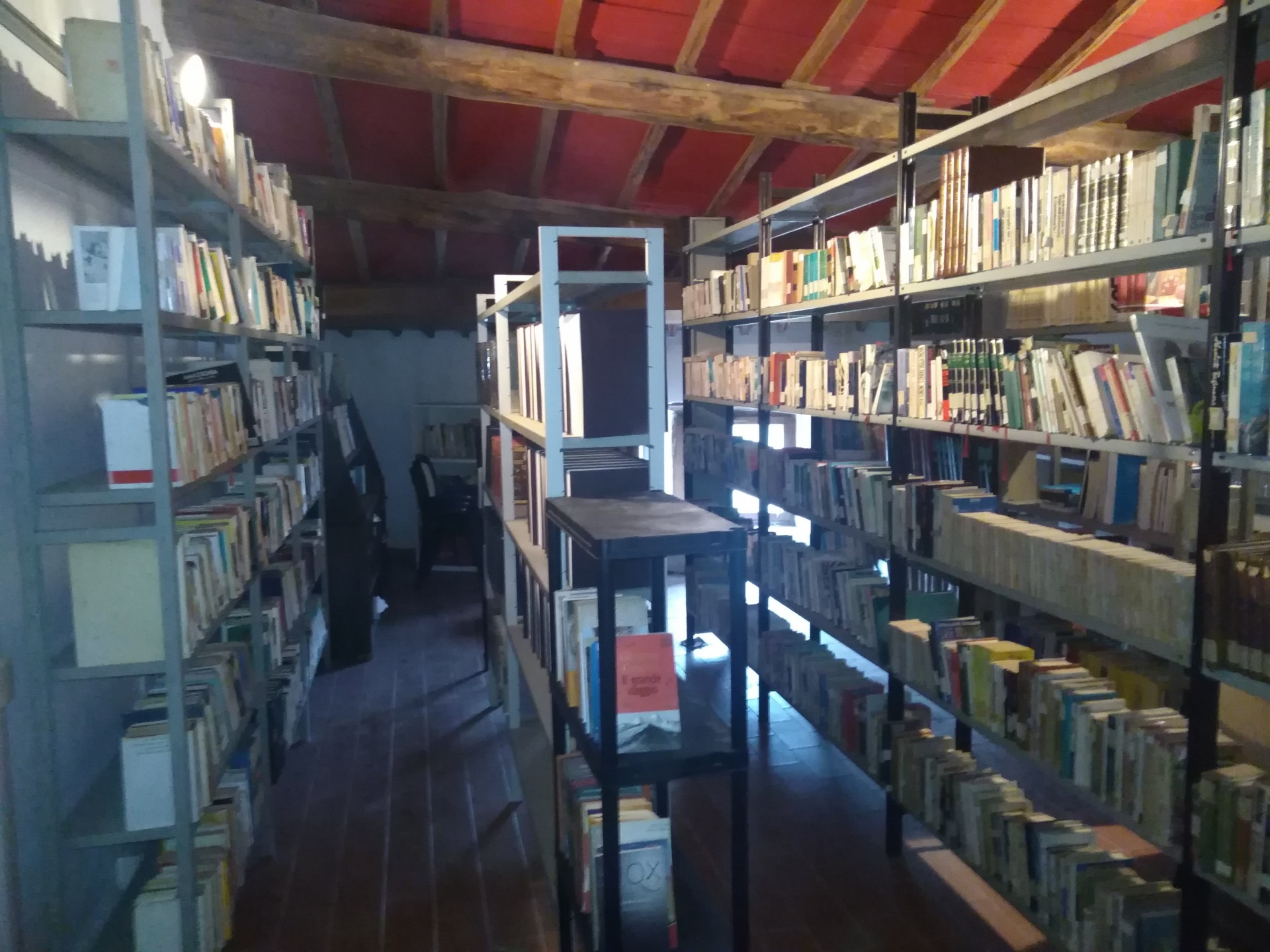
Biblioteca comunale

- Biblioteca comunaleLa biblioteca comunale è stata dislocata al secondo piano di Palazzo Farnese. È possibile usufruire dello spazio anche come centro di lettura e consultazione.

#### Musei
- Il Museo della terra, inaugurato a Latera nel 1999, è basato sulla collezione di Luigi Poscia detto "Patatella": circa 2.000 oggetti della vita contadina e artigiana ormai desueti e sconosciuti alla maggior parte delle persone. Gli oggetti sono esposti in bacheche aperte e diventano pretesti per raccontare il mondo che rappresentano. Da qui un allestimento che valorizza i beni immateriali (storie, memorie, spiegazioni, riti, giochi, canti, feste, ecc.) riportato su installazioni multimediali, ascolti in cuffia, video. È situato alla base del paese, in un granaio del XII secolo appartenuto in passato ai monaci Cistercensi del monte Amiata.

## Economia
La popolazione è dedita principalmente all'agricoltura, alla pastorizia e all'artigianato locale. Sono presenti sul territorio, nella zona artigianale, attività come carrozzeria, falegnameria, produzione pasture da pesca e piccoli artigiani con lavori in legno e in ferro. Non mancano, soprattutto nel centro storico di Latera, servizi. A livello agricolo, ricca sul territorio di Latera è la produzione di vino e olio; non mancano coltivazioni di cereali e graminacei, oltre che a di zafferano, nocciole e castagne. 
Di seguito la tabella storica elaborata dall'Istat a tema Unità locali, intesa come numero di imprese attive, ed addetti, intesi come numero addetti delle unità locali delle imprese attive (valori medi annui).
|         | 2015                  |                              |                            |                |                       |                     | 2014                  |                | 2013                  |                |
| ------- | --------------------- | ---------------------------- | -------------------------- | -------------- | --------------------- | ------------------- | --------------------- | -------------- | --------------------- | -------------- |
|         | Numero imprese attive | % Provinciale Imprese attive | % Regionale Imprese attive | Numero addetti | % Provinciale Addetti | % Regionale Addetti | Numero imprese attive | Numero addetti | Numero imprese attive | Numero addetti |
| Latera  | 43                    | 0,18%                        | 0,01%                      | 61             | 0,1%                  | 0,04%               | 43                    | 58             | 42                    | 58             |
| Viterbo | 23.371                |                              | 5,13%                      | 59.399         |                       | 3,86%               | 23.658                | 59.741         | 24.131                | 61.493         |
| Lazio   | 455.591               |                              |                            | 1.539.359      |                       |                     | 457.686               | 1.510.459      | 464.094               | 1.525.471      |

Nel 2015 le 43 imprese operanti nel territorio comunale, che rappresentavano lo 0,18% del totale provinciale (23.371 imprese attive), hanno occupato 61 addetti, lo 0,1% del dato provinciale (59.399 addetti); in media, ogni impresa nel 2015 ha occupato una persona (1,42).

## Amministrazione
Nel 1927, a seguito del riordino delle circoscrizioni provinciali stabilito dal regio decreto n. 1 del 2 gennaio 1927, per volontà del governo fascista, quando venne istituita la provincia di Viterbo, Latera passò dalla provincia di Roma a quella di Viterbo.

### Sindaci
| Periodo | Periodo   | Primo cittadino    | Partito                         | Carica                       | Note  |
| ------- | --------- | ------------------ | ------------------------------- | ---------------------------- | ----- |
| 1985    | 1995      | Giocondo Cherubini | Partito Comunista Italiano      | Sindaco                      |       |
| 1995    | 1999      | Angelo Ginanneschi | centrosinistra                  | Sindaco                      |       |
| 1999    | 2004      | Angelo Ginanneschi | sinistra                        | Sindaco                      |       |
| 2004    | 2006      | Franco Dinarelli   | centrodestra                    | Sindaco                      | [ 8 ] |
| 2006    | 2007      | Luciano Cesaretti  | centrodestra                    | vicesindaco facente funzioni |       |
| 2007    | 2012      | Luigi Fiorucci     | centrodestra                    | Sindaco                      |       |
| 2012    | 2017      | Luigi Fiorucci     | lista civica                    | Sindaco                      |       |
| 2017    | 2022      | Francesco Di Biagi | lista civica Insieme per Latera | Sindaco                      |       |
| 2022    | in carica | Francesco Di Biagi | lista civica Insieme per Latera | Sindaco                      |       |

### Altre informazioni amministrative
Fa parte della Comunità Montana Alta Tuscia Laziale.